# Jonathan Blondel
Jonathan Blondel (ur. 3 kwietnia 1984 w Ieper) – piłkarz belgijski grający na pozycji lewego pomocnika.

## Kariera klubowa
Blondel jest wychowankiem klubu US Ploegsteert. W 1993 roku podjął treningi w Excelsiorze Mouscron. W 2001 roku zadebiutował w jego barwach w Eerste Klasse. W sezonie 2001/2002 wystąpił w 18 spotkaniach ligowych. 17 sierpnia 2002 Belg podpisał kontrakt z Tottenhamem Hotspur, do którego przeszedł na zasadzie wolnego transferu. W Premiership swój pierwszy mecz zaliczył 31 sierpnia, a Tottenham pokonał Southampton F.C. 2:1. W Tottenhamie nie miał jednak szans na grę na skutek konkurencji w składzie i występował głównie w lidze rezerw. Łącznie przez półtora roku pobytu na White Hart Lane zaliczył tylko dwa występy w ekstraklasie Anglii.
W styczniu 2004 Blondel wrócił do Belgii i przeszedł do Club Brugge. Kosztował 1,2 miliona euro. Przez pierwsze 2,5 roku w zespole z Brugii był na ogół rezerwowym. W 2004 roku zdobył Puchar Belgii, a w 2005 roku wywalczył swój pierwszy w karierze tytuł mistrza kraju. W obu przypadkach zdobywał także Superpuchar Belgii. W sezonie 2006/2007 występował w wyjściowej jedenastce Brugge i po raz drugi w karierze zdobył puchar kraju. W 2015 zakończył karierę.
| Sezon   | Klub               | Kraj   | Rozgrywki     | Mecze | Bramki |
| ------- | ------------------ | ------ | ------------- | ----- | ------ |
| 2001/02 | Excelsior Mouscron | Belgia | Eerste Klasse | 18    | 0      |
| 2002/03 | Tottenham Hotspur  | Anglia | Premiership   | 1     | 0      |
| 2003/04 | Tottenham Hotspur  | Anglia | Premiership   | 1     | 0      |
| 2003/04 | Club Brugge        | Belgia | Eerste Klasse | 8     | 1      |
| 2004/05 | Club Brugge        | Belgia | Eerste Klasse | 15    | 2      |
| 2005/06 | Club Brugge        | Belgia | Eerste Klasse | 11    | 0      |
| 2006/07 | Club Brugge        | Belgia | Eerste Klasse | 26    | 0      |
| 2007/08 | Club Brugge        | Belgia | Eerste Klasse | 26    | 3      |
| 2008/09 | Club Brugge        | Belgia | Eerste Klasse | 16    | 0      |
| 2009/10 | Club Brugge        | Belgia | Eerste Klasse | 31    | 0      |
| 2010/11 | Club Brugge        | Belgia | Eerste Klasse | 27    | 2      |
| 2011/12 | Club Brugge        | Belgia | Eerste Klasse | 16    | 0      |
| 2012/13 | Club Brugge        | Belgia | Eerste Klasse | 15    | 1      |
| 2013/14 | Club Brugge        | Belgia | Eerste Klasse | 2     | 1      |
| 2014/15 | Club Brugge        | Belgia | Eerste Klasse | 0     | 0      |

## Kariera reprezentacyjna
Blondel jest byłym reprezentantem Belgii w kategoriach U-19 i U-21. W kadrze A zadebiutował 21 sierpnia 2002 w zremisowanym 1:1 towarzyskim meczu z Polską.